# Jhegson Méndez
Jhegson Sebastián Méndez Carabalí (* 26. April 1997 in Mira) ist ein ecuadorianischer Fußballspieler.

## Karriere

### Verein
Er startete seine Karriere in der Jugend von CS Norte América, von wo er im Januar 2011 von der dortigen U20 in die des Independiente del Valle wechselte. Bei diesem ging es dann für ihn ab Anfang 2014 erst in die B-Mannschaft und dann ab 2015 auch in die erste Mannschaft. Hier gehörte er bis August des Jahres dem Kader an und wurde danach nach Spanien zu Cultural Leonesa verliehen, wo er bis Mitte Januar 2016 verblieb.
Zum Jahresstart 2019 wechselte er in die USA zum MLS-Franchise Orlando City. Von diesen wurde er danach im Juli 2022 zum Los Angeles FC transferiert. Bei diesen läuft sein Vertrag zum Ende des Jahres 2022 aus.
Anfang Januar 2023 wechselte er zum FC São Paulo nach Brasilien. Ein Jahr später wechselte er leihweise mit Kaufoption für die Rückrunde der Saison 2023/24 zum FC Elche in die Segunda División.

### Nationalmannschaft
Sein Debüt in der ecuadorianischen Nationalmannschaft hatte er am 10. September 2019 bei einem 2:0-Sieg über Guatemala, wo er in der Startelf stand und zur 73. Minute für Édison Vega ausgewechselt wurde. Nach einigen weiteren Freundschaftsspielen im Laufe des Jahres, sowie Anfang 2019 war er auch Teil des Kaders bei der Copa América 2019, wo er in zwei Gruppenspielen eingesetzt wurde.
Danach ging es für ihn nach weiteren Freundschaftsspielen mit Partien der Qualifikation für die Weltmeisterschaft 2022 ab November 2020 weiter. Im Sommer des folgenden Jahres war er auch im Kader bei der Copa América 2021 dabei und bekam hier in allen Partien der Mannschaft Einsätze. Nach der erfolgreichen Qualifikation für die Endrunde der Weltmeisterschaft 2022 kam er nun weiter in mehreren Vorbereitungsspielen zum Einsatz und wurde später auch für den Kader bei der Endrunde des Turniers nominiert.

## Erfolge
São Paulo
- Copa do Brasil: 2023